# 청서번티기속
청서번티기속(Tupaia)은 투파이아과 또는 투파이과(Tupaiidae)에 속하는 포유류 속의 하나이다. 1821년, 라플레스(Thomas Stamford Raffles)가 처음 기술했다. "투파이"(tupai)는 말레이어로 다람쥐를 의미한다.

## 하위 종
- 북부나무두더지 (Tupaia belangeri)
- 황금배나무두더지 (Tupaia chrysogaster)
- 줄무늬나무두더지 (Tupaia dorsalis)
- 커먼나무두더지 (Tupaia glis)
- 가는나무두더지 (Tupaia gracilis)
- 호스필드나무두더지 (Tupaia javanica)
- 긴발나무두더지 (Tupaia longipes)
- 피그미나무두더지 (Tupaia minor)
- 칼라미안나무두더지 (Tupaia moellendorffi)
- 산지나무두더지 (Tupaia montana)
- 니코바르나무두더지 (Tupaia nicobarica)
- 팔라완나무두더지 (Tupaia palawanensis)
- 오색나무두더지 (Tupaia picta)
- 붉은나무두더지 (Tupaia splendidula)
- 큰나무두더지 (Tupaia tana)